# Nova Sèrbia (territori històric)
Nova Sèrbia (Ucraïnès: Нова Сербія) - regió històrica d'Ucraïna al territori de la moderna Província de Kirovohrad de Kirovohrad, on a mitjans del segle XVIII. els habitants dels Balcans van ser reassentats.
Aquest territori d'assentaments militars va ser creat a les terres dels cosacs ucraïnesos i va existir des del 1752 fins al 1764. El centre va ser la ciutat de Novomyrhorod.
Els immigrants serbis van fundar molts pobles aquí, en particular, en un d'ells (Moshoryne) va morir l'autor de la famosa cançó popular ucraïnesa "Yihav Kozak za Dunai".